# 宇久須神社
宇久須神社（うぐすじんじゃ）は、静岡県賀茂郡西伊豆町宇久須にある神社。伊豆国の式内社の1つである。

## 概要
創建不詳だが、式内社なので『延喜式神名帳』が作られた延長5年（927年）以前に遡る。
古来から宇久須大明神/三嶋大明神と称し、農業漁業商業の神様として崇敬されてきたが、1874年（明治7年）9月に宇久須神社へと改名。
2022年（令和4年）、西伊豆硝子舎の主催で、拝殿に240個の風鈴を飾り付ける「風鈴神社」イベントが開催された。

## 祭神
- 積羽八重事代主命

## 文化財
- 本殿 - 慶長3年（1598年）3月造営[1]。
- 釣灯籠 - 慶長14年（1609年）11月、大久保長安奉納[1]。県指定有形文化財[1][5][6][7]。
- 三十六歌仙絵 - 慶長17年（1612年）8月、服部大蔵 外二名寄進[1]。